# Maria Ludwika Krasińska
Maria Ludwika Joanna Józefa z hrabiów Krasińskich księżna Czartoryska (ur. 24 marca 1883 w Warszawie, zm. 23 stycznia 1958 w Cannes) – księżna polska z rodu Krasińskich herbu Ślepowron, córka Ludwika Józefa Krasińskiego i Magdaleny Zawisza-Kierżgajło.

## Dzieciństwo
Dzieciństwo spędziła w Krasnem, w pałacu otoczonym dużym parkiem, ponadto w Warszawie w domu rodzinnym przy ul. Kredytowej 12 (wówczas Erywańskiej) oraz w Rohatynie na Ukrainie.

## Majątek
Jako jedyne dziecko odziedziczyła ogromny spadek po ojcu obejmujący: majątek w Krasnem i okolicach składający się z 3200 ha ziemi rolnej, cukrowni, młynu oraz placów i zakładów w Ciechanowie; stadninę koni wyścigowych w Krasnem; wiele kamienic na dawnej jurydyce Krasińskich w centrum Warszawy (na Krakowskim Przedmieściu, Okólniku, Foksalu, Ordynackiej, Kredytowej, Szczyglej i Królewskiej); Dolinę Ojcowską – 750 ha lasu, 300 ha roli, zakłady zdrowotne, pstrągarnię, wille i ruiny zamku; majątek w Rohatynie (obecnie na Ukrainie), obejmujący pałac i park oraz 1320 ha lasu, 80 ha roli i młyn; majątki na Lubelszczyźnie, m.in. 2980 ha lasu i tartak w Suchem, 2250 ha lasu oraz 200 ha roli i stawów w Gułowie, 1000 ha lasu w Osmolicach, i mniejsze obszary lasu w Dębowicy, Krasinku i Żulinie; 1050 ha lasu w Magnuszewie, jak również kilka fabryk i przedsiębiorstw przemysłowych oraz kapitałów na hipotekach ziemskich i miejskich, posiadłości i kopalnie asfaltu „Skrip” na wyspie Brač w dzisiejszej Chorwacji; posiadłości: Manopello i Lettomanopello we Włoszech z kopalniami asfaltu położone w prowincji Chiesi.
Jej matka, Maria Magdalena, odziedziczyła po ojcu majątek na Białorusi, m.in. Żarnówkę (obecnie w posiadaniu prezydenta Białorusi), i spory majątek po drugim mężu, Mikołaju Radziwille. Ten majątek częściowo został przekazany Marii Ludwice i jej dzieciom, ponieważ Maria Magdalena Radziwiłłowa opuściła kraj i zamieszkała we Fryburgu w Szwajcarii.
Maria Ludwika wniosła ogromny posag swemu mężowi, Adamowi Ludwikowi Czartoryskiemu. Pomógł utrzymać historycznie ważny, lecz finansowo podupadający majątek: Hôtel Lambert w Paryżu; ordynację sieniawską, składającą się z pałacu i majątku ziemskiego w Sieniawie, które miały utrzymać Muzeum i Bibliotekę Czartoryskich w Krakowie; ordynację gołuchowską, składającą się z majątku ziemskiego, który miał utrzymać zamek i muzeum w Gołuchowie.
Poza majątkiem nieruchomym Maria Ludwika posiadała po Krasińskich, Zawiszach i Radziwiłłach znaczne zbiory pamiątek historycznych i dzieł sztuki, które złożyła w depozyt w Muzeum Książąt Czartoryskich w Krakowie.
Dbała o rodowe majątki. W latach 1902–1907 z inicjatywy księżnej przebudowano park w Krasnem oraz neogotycką wieżę przybramną. W latach 1912–1914 księżna zdecydowała się na zabezpieczenie wieży zamku w Ojcowie połączone z częściową nadbudową oraz urządzeniem we wnętrzu muzeum. W 1935 staraniem księżnej odbudowano górną część wieży i wzmocniono mury przy bramie wjazdowej. Rozpoczęto wykopaliska na terenie dawnej kaplicy zamkowej i budynku mieszkalnego.
W czasie I wojny światowej, gdy mąż jako poddany austriacki przebył na froncie, zarządzała całym majątkiem. Zbiory muzealne wywiozła z Krakowa do Drezna.

## Działalność społeczna
Wspominano ją jako oszczędną, ale hojną dla ubogich i chorych. Wspomagała wiele instytucji dobroczynnych, przyczyniła się do odbudowy kilku kościołów. Księstwo Czartoryscy przekazali dom na Nowolipkach w Warszawie z przeznaczeniem na ochronkę i szkołę. W Krasnem Czartoryska urządziła dom dla starców, zlokalizowany w jednym z budynków przeznaczonych dla służby dworskiej. W latach 1910–1915 dom mieszkalny dla pracowników stadniny w Krasnem zaadaptowano na ochronkę dla osieroconych dzieci. Księżna sprowadziła siostry szarytki, które miały opiekować się potrzebującymi. Nieodpłatnie przekazała drewno na budowę budynku gimnazjum i szkoły powszechnej w Przasnyszu (obecne Liceum Ogólnokształcące im. Komisji Edukacji Narodowej w Przasnyszu). Przekazywała ziemię pod budowę szkół, fundowała mundurki dla uczniów i uczennic szkół w pobliżu swoich majątków, zainspirowała powstanie OSP w Krasnem. Wykupiła ponad 50% akcji cukrowni „Krasiniec”, by zapobiec jej zamknięciu.

## Małżeństwo i dzieci
31 sierpnia 1901 poślubiła w Warszawie księcia Adama Ludwika Czartoryskiego. Miała z nim ośmioro dzieci:
- Małgorzata Izabella Maria (ur. 17 sierpnia 1902 w Warszawie, zm. 8 marca 1929 w Cannes) – od 25 sierpnia 1927 żona księcia Gabriela Burbon-Sycylijskiego
- Izabella Czartoryska (ur. 1904, zm. 1904)
- Elżbieta Bianka Maria Konstancja (ur. 1 września 1905 w Krasnem, zm. 18 września 1989 w Genewie) – od 26 czerwca 1926 żona Adama Stefana Zamoyskiego, Dama Krzyża Honoru i Dewocji Suwerennego Zakonu Maltańskiego
- August Józef Antoni Maria Pius (ur. 20 października 1907 w Warszawie, zm. 1 lipca 1946 w Sewilli w Hiszpanii)
- Anna Maria (ur. 6 stycznia 1914 w Gołuchowie, zm. 25 listopada 1987 w Limie) – od 12 sierpnia 1936 żona Władysława Alojzego Macieja Mikołaja Radziwiłła (rozwód 9 lutego 1948)
- Władysław Maria Piotr Alkantry (ur. 30 sierpnia 1918 w Gołuchowie, zm. 19 kwietnia 1978 w Hiszpanii) – od 28 stycznia 1949 mąż Elżbiety York, Kawaler Krzyża Honoru i Dewocji Suwerennego Zakonu Maltańskiego, ordynant na Gołuchowie
- Teresa Maria Magdalena Joanna Elżbieta (ur. 1 lipca 1923 w Gołuchowie, zm. 5 listopada 1967 w St. Gallen) – od 27 grudnia 1945 żona Jana Groda-Kowalskiego, pochowana w Opolu
- Ludwik Adam Maria (ur. 14 grudnia 1927 rw Warszawie, zm. 24 września 1944 w Warszawie) – zginął w powstaniu warszawskim, pochowany w Warszawie na Służewcu[15].

Jej mąż zaczął chorować w latach 30. XX w. (zmarł w 1937) i w związku z tym Maria Ludwika objęła pieczę nad całym majątkiem, w tym majątkiem w Gołuchowie, który po ukończeniu 24 roku życia miał przejąć syn Władysław.

## II wojna światowa
Wybuch wojny zastał Marię Ludwikę w Rohatynie, dokąd lubiła jeździć późnym latem i na początku jesieni, i stamtąd musiała uciekać przed wkraczającymi po 17 września wojskami sowieckimi. Drugiemu jej synowi, Władysławowi, nie udało się na czas uciec, i został zesłany na Syberię (skąd się wydostał z Armią Andersa). Maria spędziła większość wojny w Warszawie z dwoma najmłodszymi dziećmi, Teresą i Ludwikiem. Podczas powstania warszawskiego Teresa pracowała jako pielęgniarka, a Ludwik walczył w szeregach AK i zginął na Dolnym Mokotowie. Małgorzata już nie żyła, Elżbieta (Iza) zdołała wyjechać do Włoch i dalej do Francji, potem do rodziny w Brazylii (wraz z Jolantą). Augustyn dzięki wpływom żony udał się do Hiszpanii.
Przed wojną Maria Ludwika zabezpieczyła jak mogła najcenniejsze obiekty ze zbiorów gołuchowskich (których w imieniu nieletniego Władysława była kuratorką), wywożąc je do Warszawy. Zamurowała je w piwnicy domu przy Kredytowej 12, jednak Niemcy jednak zorientowali się, że to ona musiała je wywieźć z majątku. Wydała skarby pod groźbą wysłania z najmłodszymi dziećmi do obozu koncentracyjnego. Skarby zostały przeniesione do Muzeum Narodowego w Warszawie, skąd wywieziono je do Niemiec. Zbiory krakowskie już po śmierci Adama Ludwika przeszły na następnego ordynata, Augustyna.

## Po wojnie
Po 1945 Maria Ludwika starała się zabezpieczyć pozostałości majątku. Udało się utrzymać zasadę własności Muzeum i Biblioteki Czartoryskich w Krakowie, ale państwo objęło je opieką. Maria Ludwika wyznaczyła kuzyna męża, Włodzimierza Czartoryskiego, na kuratora właściciela, którym był wtedy nieletni syn Augustyna, Adam Karol, mieszkający w Hiszpanii.
Starała się utrzymać własność kamienic w Warszawie, szczególnie kamienicę w stylu eklektycznym na rogu Krakowskiego Przedmieścia i ul. Królewskiej, która cudem ocalała. Władze miasta jednak ją rozebrały (na jej miejscu powstał w latach 50. XX w. budynek wojskowy).
W 1947 zdecydowała się wyjechać z kraju. Przebywała częściowo w Paryżu, gdzie mąż córki Elżbiety (Izy) Stefan Zamoyski zajął się renowacją i wynajęciem zdewastowanego Hotelu Lambert, częściowo u matki we Fryburgu, a najwięcej w willi na Lazurowym Wybrzeżu, którą nabyła jeszcze w latach dwudziestych XX w. Tam zmarła.
W 2018 jej szczątki sprowadzono zza granicy i złożono w rodowej krypcie Czartoryskich w kościele w Sieniawie.